# Copa Pachuca 2012
La Copa Pachuca 2012 también llamada Torneo Cuna del fútbol es un torneo de preparación para la Primera División de México, la Copa Pachuca siempre se es jugada en el Estadio Hidalgo. participaran el arfitrion, Pachuca, también Leon, Jaguares y Puebla

## Fase Final
|  | Semifinales                  | Semifinales                  |   |                              | Final                        | Final |  |
|  |                              |                              |   |                              |                              |       |  |
|  |                              |                              |   |                              |                              |       |  |
|  | Estadio Hidalgo, 12 de julio |                              |   |                              |                              |       |  |
|  | León                         | 2                            |   |                              |                              |       |  |
|  | Jaguares                     | 0                            |   |                              |                              |       |  |
|  |                              |                              |   |                              |                              |       |  |
|  |                              |                              |   |                              | Estadio Hidalgo, 14 de julio |       |  |
|  |                              |                              |   |                              | León                         | 3     |  |
|  |                              | Pachuca                      | 1 |                              |                              |       |  |
|  |                              |                              |   |                              |                              |       |  |
|  |                              |                              |   |                              |                              |       |  |
|  |                              |                              |   |                              | Tercer lugar                 |       |  |
|  | Estadio Hidalgo, 12 de julio | Estadio Hidalgo, 12 de julio |   | Estadio Hidalgo, 14 de julio | Estadio Hidalgo, 14 de julio |       |  |
|  | Pachuca                      | 1                            |   | Jaguares                     |                              |       |  |
|  | Puebla                       | 0                            |   |                              | Puebla                       |       |  |

|                        |
| Campeón León 1° título |

- Datos: Q16491502